# Korsfjorden (Alta)
 For alternative betydninger, se Korsfjorden. (Se også artikler, som begynder med Korsfjorden)
Korsfjorden (nordsamisk: Fielvuotna) er en fjord i Alta kommune i Troms og Finnmark fylke  i Nordnorge. Fjorden går 11 kilometer mod øst  til Elvestrand i bunden af fjorden. Den har indløb mellem halvøen Klubben i nord og bygden Storekorsnes i syd. Vest for Storekorsnes ligger indløbet til Altafjorden, som går mod syd til byen Alta.
Ved fjorden ligger også bygderne Korsfjord, på nordsiden, og Nyvoll over for på sydsiden. Mellem disse to bygder er der en færgeforbindelse som er en del af Fylkesvej 19 (Finnmark). Fylkesvei 883 går langs sydsiden af fjorden.